# Iudita și Capul lui Olofern

Iudita și Capul lui Olofern (în engleză: Judith and the Head of Holofernes; cunoscut și ca Iudita I) este un tablou creat în anul 1901 de pictorul austriac Gustav Klimt. Pictura înfățișează personajul biblic Iudita, ținând capul personajului biblic Olofern.

## Legenda
Povestirea aceasta din Vechiul Testament (Cartea Iuditei, cap.11-14) descrie felul cum împăratul asirian Nabucodonosor al II-lea ar fi trimis pe generalul său, Olofern (Holofernes), să invadeze Iudea. Când acesta a asediat cetatea Bethulia, Iudita (Judith), o văduvă evreică bogată, evlavioasă și frumoasă, a căutat să-și salveze cetatea. Intrând în tabăra lui Olofern a intrat în grațiile lui, făcându-l să creadă că era o refugiată și că-i va dezvălui secretul, pentru a-i birui. Dar, în urma unui banchet, ea a intrat în odaia lui de dormit și i-a tăiat capul. Lucrul acesta i-a încurajat atât de mult pe evrei, încât aceștia s-au mobilizat și i-au alungat pe asirieni. 
Legenda evreicei Iudita, animată de dragoste de țară, care nu ezită să-și mobilizeze capacitățile de seducție spre a-l subjuga si decapita pe generalul asirian Olofern, a fost folosită de mulți pictori. 

## Influențe

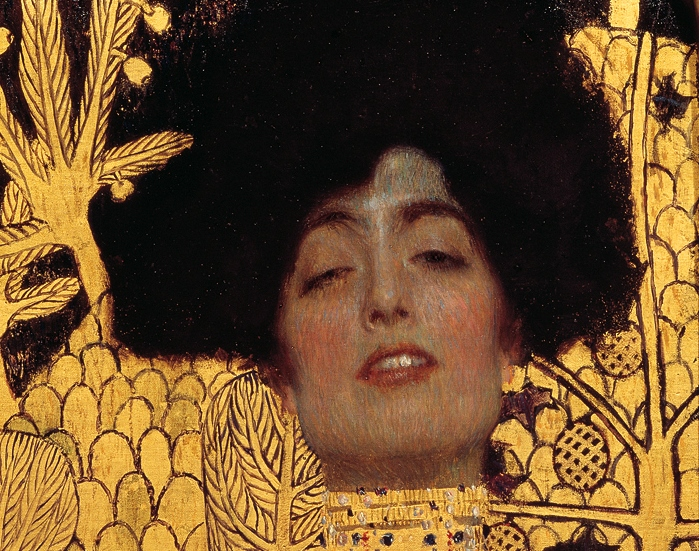
Detaliu din Iudita și Capul lui Olofern. În această imagine poate să fie observat mai ușor fundalul asirian

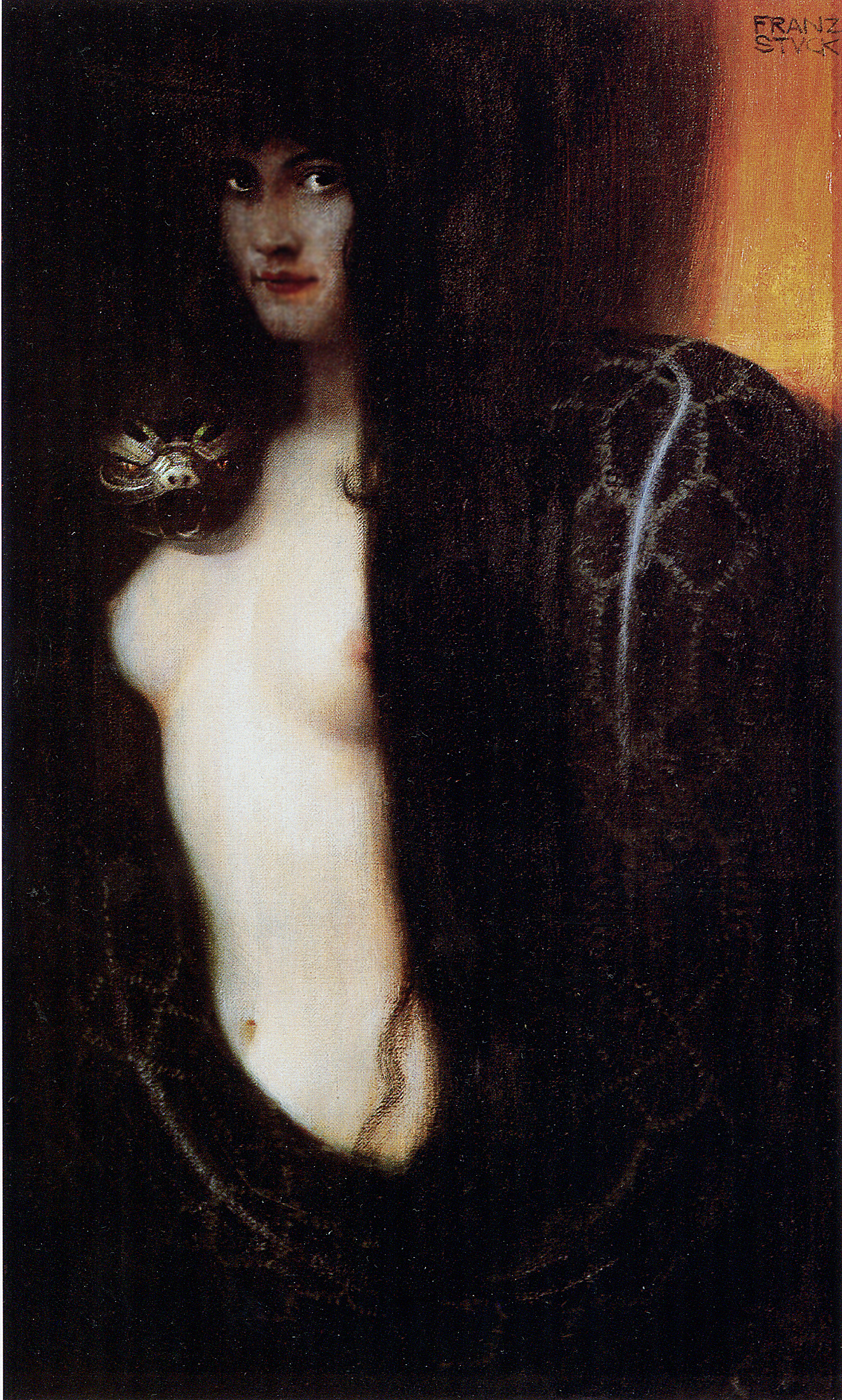
Păcatul, pictat de germanul Franz Stuck în anul 1893

Peisajul format din munți, smochini și alți arbori este în stilul asirian, aici Klimt utilizând mult aur.
Iudita I dezvăluie o consonanță simbolică și compozițională cu tabloul Păcatul, al lui Franz Stuck: tentația ilustrată de pictorul german devine modelul femeii fatale a lui Klimt, sugerând poziția corpului dezbrăcat și evanescent ca piesă focală a pânzei, precum și fața Iuditei.

## Analiză

Iudita II (Salomeea), tablou de Gustav Klimt în 1909. Iudita sau Solmeea? Klimt picta limpede „orgasmul ucigaș” al femeii fatale în locul, portretului virtuoasei văduve evreice.

Fața Iuditei emană o sarcină mixtă de voluptate și perversiune. Trăsăturile sale sunt transfigurate astfel încât să obțină cel mai mare grad de intensitate și seducție, pe care Klimt le realizează prin plasarea femeii într-un plan ce nu poate fi atins. În ciuda modificării caracteristicilor, se poate recunoaște prietena lui Klimt și poate iubita, Adele Bloch-Bauer, subiectul a încă două portrete realizate în 1907 și 1912 și, de asemenea, pictat în Palla Athena.
În versiunea din 1901, Iudita păstrează o fascinație și senzualitate magnetică, abandonată ulterior de Klimt în Iudita II, unde dobândește trăsături mai clare și o expresie aprigă. În calitățile sale formale, prima versiune ilustrează o eroină cu trăsăturile arhetipale ale doamnelor fascinante și fermecătoare descrise de artiști și scriitori simboliști precum Wilde, Vasnețov, Moreau și alții.

## Legături externe
- Gallery of works by Gustav Klimt at Zeno.org de
- iKlimt.com
- Web Museum Klimt page
- Klimt Film la Internet Movie Database
- High resolution Klimt gallery
- Klimt — Painter of Women, CH: Cosmopolis, arhivat din original la 5 decembrie 2012, accesat în 23 ianuarie 2018.

1. ↑   https://sammlung.belvedere.at/objects/3492/judith, accesat în 14 ianuarie 2024 Lipsește sau este vid: |title= (ajutor)